# Kazuo Homma
Kazuo Homma (本間 和生?, Homma Kazuo; Yokohama, 17 marzo 1980) è un calciatore giapponese, attaccante svincolato.

## Carriera
Ha giocato nella massima serie dei campionati ungherese e laotiano.

## Palmarès

### Club

#### Competizioni nazionali
- Campionato laotiano: 4

Lao Toyota: 2015, 2017, 2018, 2019